# Ich bin meine eigene Frau
Ich bin meine eigene Frau ist ein semi-dokumentarischer Spielfilm aus dem Jahr 1992 von Rosa von Praunheim mit und über Charlotte von Mahlsdorf. 

## Handlung
Das tägliche Leben war schwierig für Charlotte von Mahlsdorf, die während des Zweiten Weltkriegs als Lothar Berfelde im faschistischen Deutschland aufwuchs. 
Bei einem Urlaub in Ostpreußen auf dem Hof der transgeschlechtlichen „Tante“ Luise wurde ihm erlaubt, sich als Mädchen zu kleiden, und er kam in Berührung mit Literatur, wie dem Buch Der Transvestit des Sexualwissenschaftlers Magnus Hirschfeld. Luise respektierte auch seine Privatsphäre und erlaubte ihm seine Liebesbeziehung mit einem Bauernjungen aus der Nachbarschaft. 
Zurück in Berlin war der junge Heranwachsende wieder dem brutalen Vater ausgeliefert. Beim Versuch, seine Mutter und sich selbst vor den Peinigungen des Vaters zu retten, schlug Lothar diesen zu Tode. Ein Verbrechen, für das er psychiatrisch untersucht wurde und ins Gefängnis kam. Kurz vor Ende des Krieges wurde er aus der Haft entlassen. Als er fahnenflüchtig durch die Straßen Berlins irrte, entkam er nur knapp deutschen Soldaten. 
Bis Kriegsende hatte sich Lothar zwar als ein durchaus weibliches Wesen in einem männlichen Körper wahrgenommen, aber erst nach dem Krieg begann er, in der Rolle der Charlotte von Mahlsdorf zu leben. 
Charlotte zog in das zerstörte Schloss Friedrichsfelde im Ostteil Berlins und begann, es zu restaurieren. Doch schließlich wurde sie von den DDR-Behörden des Hauses verwiesen.
Sie arbeitete als Angestellte im Haushalt von Herbert von Zitzenau, einem älteren Offizier. Charlotte wurde von ihrem Arbeitgeber verführt und sie begann, eine sexuelle Beziehung mit ihm, die erst mit dessen Tod endete.
Auch wenn das Leben für Homosexuelle und Menschen, die nicht den Vorstellungen der Regierung entsprachen, in der DDR schwierig war, fand Charlotte ihren Weg. In einer Klappe traf sie Jochen, ihren neuen Liebhaber, mit dem sie sadomasochistische Fantasien auslebte. Die Beziehung dauerte bis zu dessen Tod.
Viele Jahre später erhielt Charlotte die Ausstattung der ersten Schwulenbar Ost-Berlins, nachdem die DDR-Regierung die Bar geschlossen und das Gebäude abgetragen hatte. Die historische Ausstattung der Bar wurde in das von Charlotte und einem lesbischen Paar initiierte Gründerzeitmuseum im Gutshaus Mahlsdorf überführt. 
Im Jahr 1989 übernahm die hochbetagte Charlotte eine kleine Rolle in dem ersten DDR-Schwulenfilm, Coming Out von Heiner Carow. Die Uraufführung des Films fiel mit dem Fall der Berliner Mauer zusammen. 
Doch auch im wiedervereinten Deutschland hatte Charlotte mit vielen Problemen zu kämpfen. Die deutsche Regierung nahm ihr das Gründerzeitmuseum aus den Händen, und beim ersten Ost-West-Treffen von Schwulen und Lesben in Deutschland wurden Charlotte und ihre Freunde von Neonazis angegriffen. 
Erst im Jahr 1992 wurden Charlottes Engagement und Lebensleistung anerkannt, als ihr der Verdienstorden der Bundesrepublik Deutschland für die Förderung der Sache der sexuellen Freiheit und Vielfalt verliehen wurde.

## Notizen
Der TV- und Kinofilm erfuhr internationale Resonanz, unter anderem wurde er 1993 bei den Internationalen Filmfestspielen von Berlin, beim Toronto International Film Festival, beim New Zealand International Film Festival sowie 1995 beim Internationalen Filmfestival Karlovy Vary in Karlsbad gezeigt. Im Fernsehen wurde Ich bin meine eigene Frau erstmals 1993 im HR ausgestrahlt.
Im Zuge der Diskussionen um Charlottes geschlechtliche Identität, die ab 2023 aufkamen, wurde der Film auch im Ausland wieder vermehrt gezeigt, zum Beispiel 2024 an der Universität von Maryland und ebenfalls 2024 in der Dave Barber Cinematheque in Winnipeg.

## Rezeption
Die Kritik war sich über die Qualitäten des Porträts einig und fand entsprechend positive Beurteilungen. So schrieb zum Beispiel das Gay Times Magazin: „Ein Fest! Kraftvoll, dramatisch und originell!“ Das Time Out Magazin resümierte: „Der Film profitiert von einem geschickt geschriebenen Drehbuch, wählt das richtige Tempo und stellt klugerweise die echte Charlotte in den Mittelpunkt.“ Die New York Times befand im positiven Sinne, dass der Film alles andere als gewöhnlich sei. Die Kritiker der World Film Reviews attestieren dem Biopic einen „Hauch von Brecht“ und einen „wahren queeren Freigest“. Die Filmkritikerin und Kuratorin Elizabeth Purchell brachte es wie folgt auf den Punkt: „Ich bin meine eigene Frau ist eines der wenigen Transgender-Biopics, das sich so radikal und originell anfühlt wie sein Thema.“

## Auszeichnungen
- 1992: Prädikat wertvoll[12]
- 1993: FIPRESCI-Preis beim Internationalen Filmfestival Rotterdam[13]